# Discípulas del Buen Pastor
El Instituto de las Hermanas Discípulas del Buen Pastor (oficialmente en italiano: Istituto delle suore Discepole del buon Pastore) es una congregación religiosa católica femenina, de vida apostólica y de derecho pontificio, fundada por la noble italiana María Francisca Pasanisi, en Manduria, en 1932. A las religiosas de este instituto se les conoce como discípulas del Buen Pastor.

## Historia
La noble italiana María Francisca Pasanisi sentía el deseo de ingresar a las Hijas de la Caridad, sin embargo, aconsejada por su director espiritual, el lazarista Carmine Mitolo, decidió hacer vida comunitaria con algunas de sus compañeras, en 1932, en Manduria, en la provincia de Tarento (Italia). Originalmente estas mujeres se dedicaron a acoger a los niños abandonados, fundando un asilo con capacidad para 150 niños pobres.
El 19 de abril de 1943, el instituto fue erigido en congregación religiosa de derecho diocesano, por Antonio di Tommaso, a la sazón obispo de Oria. El papa Pío XII lo elevó a instituto de derecho pontificio, mediante decretum laudis, del 23 de diciembre de 1947.

## Organización
El Instituto de las Hermanas Discípulas del Buen Pastor es una congregación religiosa de derecho pontificio, internacional y centralizada, cuyo gobierno es ejercido por una superiora general. La sede central se encuentra en Manduria (Italia).
Las discípulas del Buen Pastor se dedican a la educación e instrucción cristianas de la juventud y a la atención de ancianos. En 2015, el instituto contaba con 14 religiosas y 3 comunidades, presentes solo en Italia.